# 座間味庸真
座間味 庸真（ざまみ ようしん、1911年3月21日 - 1989年3月15日）は、日本の経営者。オリオンビール社長を務めた。沖縄県出身。

## 経歴・人物
1932年に満州法政学院法律学科を卒業し、1934年に満州製鉄に入社。1948年に首里市産業課長、1957年に琉球政府労働局長、1959年に駐日代表を経て、1960年にオリオンビール販売社長に就任し、1971年にオリオンビール取締相談役を経て、1980年に社長に就任し、1985年6月までに務めた。
1983年4月に勲四等瑞宝章を受章。